# Complejo ceremonial indígena de Monopaine
El Complejo ceremonial y religioso indígena de Monopaine está ubicado en la comuna de Padre Las Casas, IX Región de la Araucanía, Chile. Este consiste en un Nguillatuwe, un Menoko y un cementerio Mapuche, o Eltuwe. Fue declarado Monumento Nacional por el Decreto Exento 1098, el 19 de diciembre de 2001, siendo el primer lugar sagrado Mapuche en recibir esta denominación.

## Nguillatuwe
Es un espacio abierto circular, en el cual se realiza la ceremonia del Nguillatún, en su centro se encuentra el Rehue o Tótem, y dos Chemamull.

## Menoko
Es un lugar sagrado y pantanoso, en el cual se depositan tanto los chemamull como el Rehue cuando sus energías ya se han agotado, y donde, producto de la descomposición vuelven al espíritu de la Ñuke Mapu

## Eltuwe o Eltun
Es un cementerio, en el que se encuentran las tumbas de antiguos Loncos, mapuches ilustres y antiguos miembros de la comunidad. Las tumbas están orientadas hacia el Puelmapu, suelen ser compartidos por varias comunidades, donde cada cual tiene asignado un cuadrante donde sepultan a sus difuntos.